# Terrance & Phillip in Not Without My Anus
Terrance & Phillip in Not Without My Anus is de veertiende aflevering van Comedy Centrals animatieserie South Park. Ze was voor het eerst te zien op 1 april 1998. Deze aflevering werd beschouwd als het vervolg op Cartman's Mom is a Dirty Slut, maar omdat het 1 april was besloten de makers van South Park, Trey Parker en Matt Stone, om in plaats daarvan deze aflevering uit te zenden. Dit echter tot grote woede van South Park-fans, die in de week van de originele uitzending 2000 boze e-mails stuurden naar Comedy Central.

## Plot
De aflevering begint met de mededeling dat het publiek 4 weken voor niets heeft gewacht op het antwoord op de vraag "Wie is de vader van Cartman"? In plaats daarvan hebben ze een aflevering met Terrance en Phillip in de hoofdrollen.
De aflevering begint met een rechtszaak, waarin Terrance berecht wordt wegens de moord op Dr. Jeffrey O'Dwyer. Phillip is zijn advocaat en hun eeuwige vijand Scott is de aanklager. Scott heeft vele stukken bewijs die voor 100% bewijzen dat Terrance schuldig is maar na een aantal scheten van beiden worden ze onschuldig verklaard door de jury.
In de metro naar huis zoeken ze naar een schat, en Scott krijgt een telefoontje van Saddam Hoessein. Hij maakt een deal met Scott: hij haalt Terrance en Phillip uit Canada, dan haalt Scott Saddam Canada binnen.
Terrance en Phillip zijn inmiddels bijna thuis. Ze komen bij hun deur Ugly Bob (vertaald: lelijke Bob) tegen en benadrukken dat hij er erg lelijk uitziet, volgens Phillip ziet zijn hoofd eruit alsof "iemand een bosbrand uit wil maken met een schroevendraaier". Ze geven hem een zak over zijn hoofd. Daarna gaan ze naar binnen om "Kraft dinner" te eten en Terrance wil zich als piraat verkleden. Phillip ontvangt dan een telegram voor Terrance van een postbode waarin staat dat zijn dochter Sally, waarvan Phillip het bestaan niet eens van weet (Terrance legt het hem in 44 uur uit), ontvoerd en naar Iran gebracht is. Ze besluiten dan om naar Iran te gaan om haar te redden, maar eerst gaat Terrance even langs Céline Dion die Sally's moeder blijkt te zijn.
Terrance en Phillip gaan dan naar het vliegveld. Ze kopen de kaartjes bij Ugly Bob. Nadat ze elkaar beloofd hebben dat als de een sterft in Iran, de ander zijn lichaam terug moet brengen naar Canada en moet begraven in een kist met Kraft dinner, zingen ze het Canadese volkslied. Scott en Saddam nemen met walkietalkies het plan nog even door. Dan vliegen Terrance en Phillip naar Teheran waar ze Sally binnen een paar seconden vinden en snel weer naar Canada teruggaan.
Wanneer ze terugkomen uit Iran, hangen er overal enorme posters van Saddam Hoessein. Ondertussen is Céline Dion zwanger geworden van Ugly Bob. Scott komt erachter dat hij misschien opgelicht is door Saddam. Hij gaat naar hem toe en vraagt waarom die posters er hangen. Maar Saddam zegt dat hij zeker moet weten dat de twee niet meer naar Canada terugkomen, en dan zal hij teruggaan naar Iran. Scott zegt dat hij dacht dat hij uit Irak kwam. Saddam: Iran, Irak, wat is het verschil? Als Saddams militairen door de straten van de stad marcheren, zijn Terrance en Phillip daarbij. Scott ontdekt dan dat ze nog leven en in Canada zijn en dat Saddam hem opgelicht heeft. Nadat Saddam bezoek heeft gehad van 2 Amerikaanse militairen komt Scott langs. Nu vertelt Saddam dat hij van gedachten veranderd is, en dat hij zo verder kan veranderen, zoals Scott vermoorden.
Terrance en Phillip zitten thuis Kraft dinner te eten en Amerikaanse tv te kijken. Ze moet hard lachen, ook als ze langs South Park komen. Dan belt Scott. Hij zegt dat hij een plan heeft om Saddam te verslaan. Ze moeten naar het Kroff dinner restaurant komen.
Céline Dion ligt met Ugly Bob in bed, pratend over de baby. Dan valt Saddam hun kamer binnen, en zegt dat Céline zijn volkslied moet zingen in het stadion, als de Ottawa Roughriders tegen de Vancouver Roughriders spelen.
Scott legt aan Terrance en Phillip uit dat de enige manier om Saddam te doden, is een bom naar de wedstrijd meenemen, en richting Saddam gooien. Ze zeggen onmiddellijk dat het eng is, maar Scott haalt hen over door te zeggen dat ze het moeten doen voor Canada.
Dan zitten Terrance en Phillip thuis. Ze blikken vooruit 'dat ze moeten sterven voor Canada'. Terrance laat een scheet, en Phillip krijgt een plan daardoor. Ze bellen iedere Canadees, maar niet voordat ze moeten lachen omdat hun hond een scheet heeft gelaten.
Bij de wedstrijd moet Céline dus het volkslied zingen, maar met behulp van een megafoon spoort Terrance iedereen aan om scheten te gaan laten. (Dat was het plan van Phillip) Dit gebeurt en Saddam en zijn soldaten vallen flauw door de geur. De Canadezen doen dat niet, omdat ze gasmaskers dragen. Hierna komen ze uit het publiek en schoppen ze Saddam en trekken ze hem uiteindelijk uit elkaar. Dan pest Terrance Scott door een scheet op zijn hoofd te laten. Hierna zingen ze met z'n allen het Canadese volkslied.

## Trivia
- Na de uitspraak van de rechtbank bedankt Terrance Phillip dat hij hem van de gaskamer heeft gered. Maar Canada voert de doodstraf niet uit, en als dat wel zo was, zouden deze niet meer door middel van de gaskamer worden uitgevoerd.
- Scott en Saddam nemen het plan nog even door met walkietalkies. Maar dan zit Saddam nog in Iran, en dat is in principe ver buiten het bereik voor walkietalkies.
- In een interview zeggen Parker en Stone dat dit hun favoriete aflevering is.
- De Iraniërs en Irakezen zien er hetzelfde uit als de Canadezen, een hoofd dat uit 2 delen bestaat.
- Tijdens de wedstrijd draagt iedereen een shirt met de letter F erop. Dit staat waarschijnlijk voor fan. Bij de andere Canadezen staat dit voor de eerste letter van hun naam.
- Tijdens de rechtszaak dragen de mensen van de jury ook een shirt met als opschrift de letter J.